# Konflikt nikoli nevyhnutelný
Konflikt nikoli nevyhnutelný (anglicky „The Evitable Conflict“) je vědeckofantastická povídka spisovatele Isaaca Asimova, která vyšla poprvé v červnu 1950 v časopise Astounding Science Fiction. Byla následně zařazena do sbírek I, Robot (1950), The Complete Robot (1982) a Robot Visions (1990). Česky vyšla ve sbírkách Já, robot (Triton, 2004) a Robohistorie II. (Triton, 2004).
Toto literární dílo je spíše autorovou úvahou nad budoucností lidstva, kde roboti (resp. Stroje s pozitronickým mozkem) ovlivňují činnost člověka a kontrolují světovou ekonomiku. Na konci povídky se objevuje i náznak rozšíření původních tří zákonů robotiky v pasáži, kdy dr. Susan Calvinová hovoří o pojetí prvního zákona pro řídící Stroje:
„Žádný Stroj nesmí uškodit lidstvu nebo svou nečinností připustit, aby lidstvu bylo ublíženo.“
Tato pasáž připomíná tzv. nultý zákon robotiky („Robot nesmí ublížit lidstvu nebo svou nečinností dopustit, aby mu bylo ublíženo.“), který byl v tomto znění publikován v románu Roboti a impérium z roku 1985.
Protagonista příběhu Stephen Byerley se objevuje i v jiné autorově povídce „Důkaz“, kde je během volební kampaně na funkci starosty nařčen svým protivníkem Francisem Quinnem, že je humanoidní robot.

## Postavy
- Susan Calvinová – robopsycholožka firmy Americká korporace robotů a mechanických lidí (AKRaML, anglicky US Robots and Mechanical Men)
- Vincent Silver – ředitel výzkumu AKRaML
- Stephen Byerley – světový koordinátor
- Ťing Suo-lin – koordinátor Východní oblasti
- Lincoln Ngoma – koordinátor Tropické oblasti
- madame Szegeczowska – koordinátorka Evropské oblasti
- Hiram Mackenzie – koordinátor Severní oblasti

## Děj
Světový koordinátor Stephen Byerley se setká s robopsycholožkou Susan Calvinovou a žádá si její názor na funkci Strojů s pozitronickým mozkem. Tyto stroje kontrolují světovou ekonomiku, lidé jim zadají vstupní data a Stroje určí, co je potřeba vykonat. Byerley zaregistruje, že poslední dobou dochází k výkyvům v hospodářství, sice nikterak závažným, přesto početnějším nežli v minulosti. Z toho důvodu se obrátí na specialistku na robotické myšlení – dr. Calvinovou.
Byerley postupně navštívil jednotlivé světové oblasti a hovořil s každým oblastním koordinátorem. Každý z nich si je vědom drobných nedostatků v poslední době, nicméně je nepovažují za alarmující a nadále věří Strojům. Pouze koordinátorka Evropské oblasti madame Szegeczowska upozorní, že v Severní oblasti panuje nedůvěra vůči Strojům. Pro Byerleyho to není novinka, v Severní oblasti existuje hnutí zaměřené proti Strojům – Společnost pro humanitu. Jejími členy jsou mj. ředitelé důležitých podniků.
Susan Calvinová předestře, že problém vůbec není problémem, jak se Byerleymu jeví. Uvede domněnku podloženou jejími letitými zkušenostmi v oboru, totiž že Stroje se řídí jakýmsi derivátem prvního zákona, který si vztáhly na celé lidstvo. Tudíž vytváří občas drobné výchylky, aby zabránily mnohem větším otřesům. Jejich úlohou je chránit lidstvo, disponují mnohem větším množstvím informací, které si díky nesmírně složitým pozitronickým mozkům dokáží dát do kontextu, jak by to lidé nikdy nedokázali.
| „                                             | Možná - a tím neříkám nic nového - že celá naše technická civilizace více neštěstí a bídy vytvořila než odstranila. | “ |
| — Isaac Asimov - Konflikt nikoli nevyhnutelný | |   |

## Epilog
Stroje s pozitronickým mozkem Isaac Asimov zmiňuje postavou jménem Keith Harriman v povídce „...že jsi naň pamětliv“ vydané v roce 1974, jejíž děj se odehrává přibližně 100 let po událostech z povídky „Konflikt nikoli nevyhnutelný“. Harriman vysvětluje robotovi Sidneymu Desátému, že se Stroje samy vyřadily z provozu poté, co vyřešily ekologické problémy lidstva. Učinily tak proto, že by se lidstvo na nich mohlo stát příliš závislé a tím utrpět škodu, což odporuje prvnímu (resp. nultému) zákonu robotiky.